# Sulaiman Shah II di Kedah
Paduka Sri Sultan Sulaiman Shah II ibni al-Marhum Sultan Muzaffar Shah (... – Aceh, 28 febbraio 1626) è stato sultano di Kedah dal 1602 al 1626.
Venne educato privatamente.
Il 3 agosto 1602 fu proclamato sultano. Il suo regno fu segnato dagli scontri con il sultanato di Aceh. Quest'ultimo distrusse la piantagione di pepe nero di Langkawi per monopolizzare la coltivazione di questa costosa spezia. Sulaiman Shah costruì, con l'assistenza dei portoghesi, Kota Kuala Bahang per proteggere il Kedah dalle razzie provenienti da Aceh. Nel 1619 fu però sconfitto dal sultano Iskandar Muda che occupò il Kedah e lo deportò ad Aceh.
Si sposò due volte ed ebbe un figlio e una figlia dalla prima moglie e due figlie dalla seconda.
Morì ad Aceh il 28 febbraio 1626.